# Protalcis interrupta
Protalcis interrupta là một loài bướm đêm trong họ Geometridae.